# Arouna Mounkaïla
Arouna Mounkaïla (* 1938 in Ouallam; † 16. Dezember 2019 in Paris; auch Arouna Mounkeïla, Harouna Mounkaïla, Harouna Mounkeïla) war ein nigrischer Politiker und Diplomat.

## Leben
Arouna Mounkaïla besuchte nach der Grundschule das Lycée National in Niamey. Er schloss 1967 ein Studium in Wirtschaftswissenschaft am französisch Institut africain de développement économique et de planification (IDEP) in Dakar ab. Er trat im selben Jahr als Abteilungsleiter in den Staatsdienst Nigers und arbeitete dort für die Kommission für Entwicklung. Von 1969 bis 1970 setzte er seine wirtschaftswissenschaftlichen Studien in Dakar fort. Anschließend war er als Direktor für internationale Kooperation im nigrischen Außenministerium tätig.
Nach dem Sturz von Staatspräsident Hamani Diori am 15. April 1974 und dem Beginn der Herrschaft des Obersten Militärrats holte ihn der neue Staatschef Seyni Kountché in seine Regierung, der er bis 1981 angehörte. Ab 8. Juni 1974 wirkte Mounkaïla als Staatssekretär für Entwicklung unter dem Minister für Entwicklung, Bergbau und Wasserbau Sani Souna Sido. Am 3. Juni 1975 löste er  Abderrahmane Alfidja als Staatssekretär für auswärtige Angelegenheiten und Kooperation unter dem Minister für auswärtige Angelegenheiten und Kooperation Adamou Moumouni Djermakoye ab. Neuer Staatssekretär für Entwicklung wurde Annou Mahaman. Arouna Mounkaïla wurde am 21. Februar 1976 als Nachfolger von Sani Souna Sido zum Minister für Bergbau und Wasserbau ernannt. Ab 16. Juni 1980 hatte er nur noch das Ressort Bergbau inne, während das Ressort Wasserbau von Yahaya Tounkara übernommen wurde. Er schied am 9. Februar 1981 aus der Regierung aus. Für das Ressort Bergbau war nunmehr Annou Mahaman zuständig.
Mounkaïla wurde am 21. April 1981 als Nachfolger von Amadou Seydou zum Botschafter Nigers in Frankreich bestimmt. In diesem Amt folgte ihm der am 15. November 1983 ernannte Saley Habou nach. Mounkaïla wurde mit Ernennungsdatum 25. April 1984 statt Idé Oumarou der Ständige Vertreter Nigers bei den Vereinten Nationen in New York. Sein Nachfolger Joseph Diatta wurde am 20. Mai 1985 ernannt. Zuletzt wurde Mounkaïla am 29. Januar 1990 in der Nachfolge von Karim Alio zum Botschafter Nigers in Libyen bestimmt. In dieser Funktion löste ihn der am 25. September 1992 ernannte Hassimi Alkaïdi Touré ab.
Arouna Mounkaïla war verheiratet. Er starb 2019 im Alter von 81 Jahren in Paris.